# Åstjärnen (Åre socken, Jämtland, 703505-136062)
Åstjärnen är en sjö i Åre kommun i Jämtland och ingår i Indalsälvens huvudavrinningsområde.